# Santiago Massana
Santiago Massana i Urgellés (Barcelona, 5 de junio de 1889-¿?), apodado Tiago, fue un futbolista español que jugaba como defensa. Fue conocido por su altura, que imponía a sus oponentes. Su hermano, Alfred Massana, también fue futbolista.

## Biografía
Nació en la Ronda de San Antonio de Barcelona, hijo de Fèlix Massana y Vadell, natural de Villanueva y Geltrú, y de Fanny Urgellès y Marrugat, natural de Barcelona.
Llamado Tiago, jugaba en la posición de defensa. Destacaba por su altura lo que imponía respecto a los contrarios. Empezó en el Ibérico FC en 1903, donde coincidió con Pere Gibert, compañero más tarde en X Sporting Club y Espanyol. Ingresó en el Club X en 1904, donde fue tres veces campeón de Cataluña. Fichó en 1909 por el RCD Espanyol, donde coincidió con su hermano Alfred, y a la mayoría de miembros del X. Fue un defensor duro y contundente. En un partido contra España se rompió una pierna, lo que hizo peligrar su vida futbolística, necesitando más de un año para recuperarse. La temporada 1915-16 fichó por el FC Barcelona, donde ya jugaba su hermano, terminando su carrera en el FC Terrassa, Universitary SC (donde jugó junto a su excompañero de equipo del Espanyol Turró), la 1918-19 fue jugador del FC Vilafranca y de nuevo en el Espanyol la temporada 1921-22. También fue internacional con la selección catalana de fútbol con la que ganó la Copa del Príncipe de Asturias. Tanto en el Barça como en el Espanyol volvió a ser Campeón de Cataluña, terminando con siete campeonatos catalanes en su palmarés.
Además del fútbol, practicó otros deportes como el atletismo o el rugby. Fue un brillante atleta. Fue plusmarquista de triple salto (1916) y lanzamiento de peso (1917).
En 1922 se marchó de Barcelona hacia la cuenca del Amazonas, donde compró una isla en el estado de Pará y se estableció allí.

## Repercusión
Luciano Oslé realizó una reproducción escultórica en bronce, llamada «El Campió» que fue presentada en la VI Exposición Internacional de Arte, en el Palacio de Bellas Artes de Barcelona. Para la Exposición Internacional de 1929 esta escultura fue ubicada en el Estadio Olímpico para la Exposición Internacional de Barcelona de 1929, formando parte de una pareja de piezas de temática deportiva. Originariamente estaba ubicada en una de las esquinas de la tribuna lateral. Actualmente esta escultura se encuentra expuesta en el Museo Olímpico y del Deporte Juan Antonio Samaranch.

## Honores

### Clubes
X Sporting Club
- Campeonato de Cataluña:
  - Ganadores (3) 1905–06, 1906–07 y 1907–08

Espanyol
- Campeonato de Cataluña:
  - Ganadores (2) 1911-12 y 1914-15

Barcelona
- Campeonato de Cataluña:
  - Ganadores (1) 1915-16

### Internacional
Cataluña
- Copa del Príncipe de Asturias:
  - Subcampeón (1): 1915